# Suspended Looping Coaster

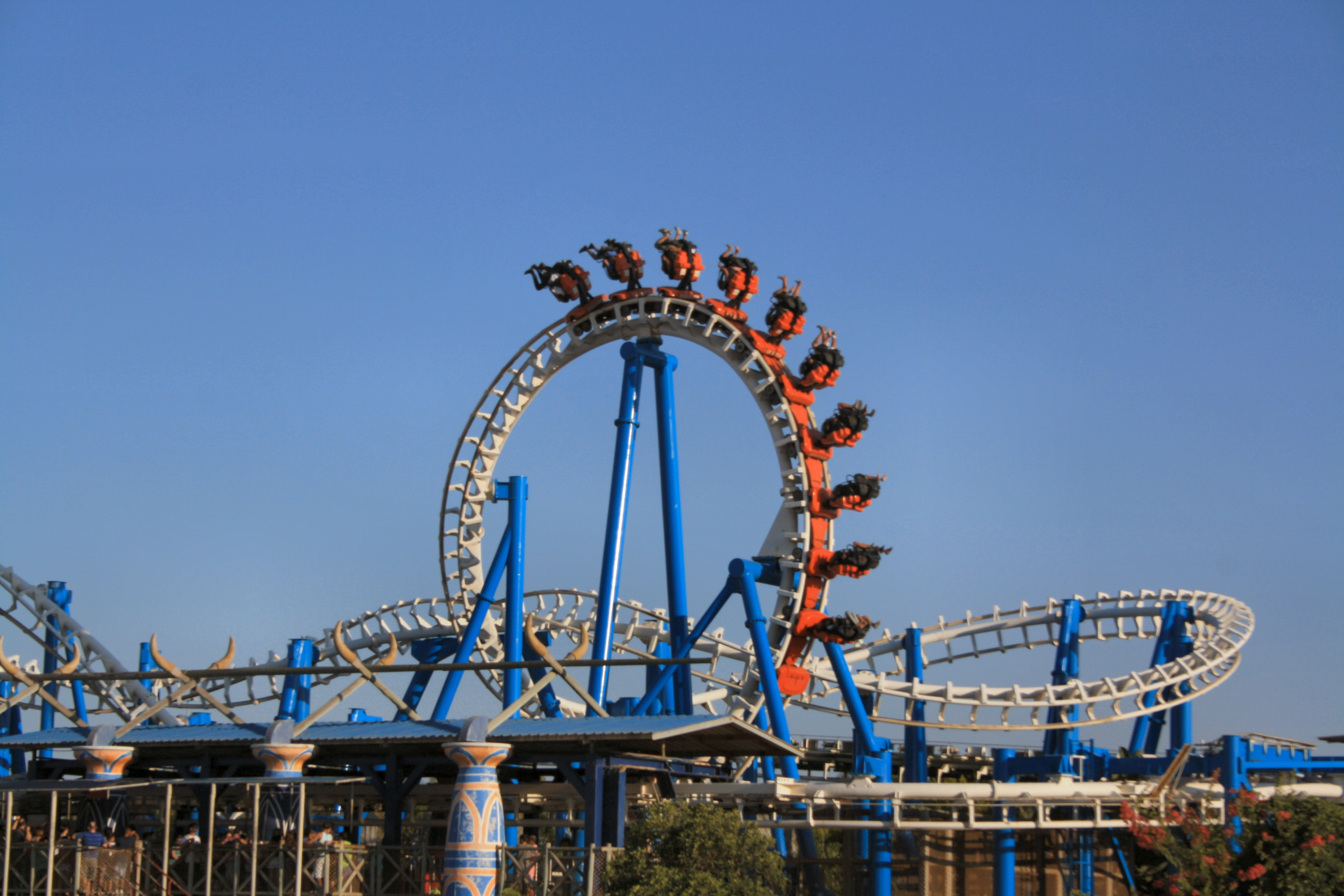
Pociąg modelu SLC na trzeciej inwersji (sidewinder).

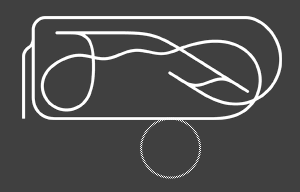
Typowy układ toru modelu SLC.

Suspended Looping Coaster (SLC) – rodzina masowo produkowanych od 1994 do 2017 roku modeli stalowych odwróconych kolejek górskich, budowanych przez holenderską firmę Vekoma. Jeden z wariantów modelu – SLC 689m Standard – wyprodukowany został w 27 egzemplarzach na całym świecie. SLC należy do najczęściej produkowanych modeli roller coasterów, po modelu Junior Coaster oraz Boomerang tej samej firmy.
Jedynym egzemplarzem modelu SLC w Polsce jest Mayan w parku Energylandia, otwarty w 2015 roku (SLC 689m Standard).
W 2017 roku Peter van Bilsen, wiceprezes wykonawczy firmy Vekoma, potwierdził w ramach międzynarodowych targów branży rozrywki IAAPA wycofanie modelu SLC z produkcji. Został on zastąpiony modelem Suspended Thrill Coaster (STC) o odświeżonym układzie i konstrukcji toru oraz pociągów.

## Charakterystyka
Model bazuje na konstrukcji toru oznaczonej przez producenta symbolem MK-1200, stosowanym w innych starszych modelach (m.in. Corkscrew i Boomerang), w wariancie odwróconym, tj. z pociągiem poruszającym się pod torem, zamiast nad nim. Kolejki typu SLC charakteryzują się kompaktowym układem toru, mieszczącym się w prostokątnym obszarze o wymiarach przeciętnie 110 na 47 m. Większość instalacji ma nieco ponad 30 m wysokości.
Kolejki typu SLC operują zazwyczaj z dwoma pociągami po 10 wagonów każdy. W każdym wagonie mieści się dwóch pasażerów, co daje łącznie 20 pasażerów na jeden pociąg. Projekt pociągu kolejki również bazuje na "zwykłym" modelu MK-1200.
Według producenta do cech charakterystycznych modelu, poza małymi wymaganiami co do miejsca koniecznego do wygospodarowania pod budowę kolejki, jest otwarta konstrukcja pociągu, dająca więcej swobody pasażerom (wiszące swobodnie nogi w odwróconym pociągu) i lepszy widok w czasie jazdy, a także przebieg toru w niewielkiej odległości od elementów konstrukcyjnych (głównie podpór), co ma stwarzać iluzję możliwości zderzenia.
Łańcuch wyciągowy kolejki, wciągający pociągi na pierwsze wzniesienie, wyposażony jest w urządzenie uniemożliwiające zsunięcie się pociągu tyłem (anti-rollback device), uruchamiające się jedynie w momencie zatrzymania się pociągu, co ma zapewniać cichszą pracę urządzenia w porównaniu do innych modeli kolejek górskich (brak charakterystycznego terkotania podczas wjazdu). Test tego urządzenia jest standardową procedurą zalecaną przez producenta w ramach codziennych prób sprawności technicznej kolejki, przeprowadzanych przed otwarciem parku.
W nowszych egzemplarzach modelu SLC zbudowanych po 2008 roku, w tym także polskiej kolejce Mayan, zastosowano zmodyfikowaną konstrukcję pociągu, mającą zapewnić płynniejszą jazdę, oraz wygodniejsze zabezpieczenia będące połączeniem zabezpieczeń typu lap bar, tj. dociskanych z góry do ud, oraz miękkiej kamizelki stabilizującej górną część ciała (vest restraint), zamiast klasycznych twardych zabezpieczeń zamykanych z góry nad ramionami (OTSR). W nowszy rodzaj zabezpieczeń wyposażone zostały także niektóre starsze egzemplarze. W sezonie 2021 pierwszy egzemplarz SLC – Condor w parku Walibi Holland – został wyposażony w nowy model pociągów. W związku ze zmianą dostosowana musiała być też część podpór kolejki, których średnicę lokalnie zmniejszono ze względu na bardziej obszerną skrajnię nowych pojazdów.

## Warianty

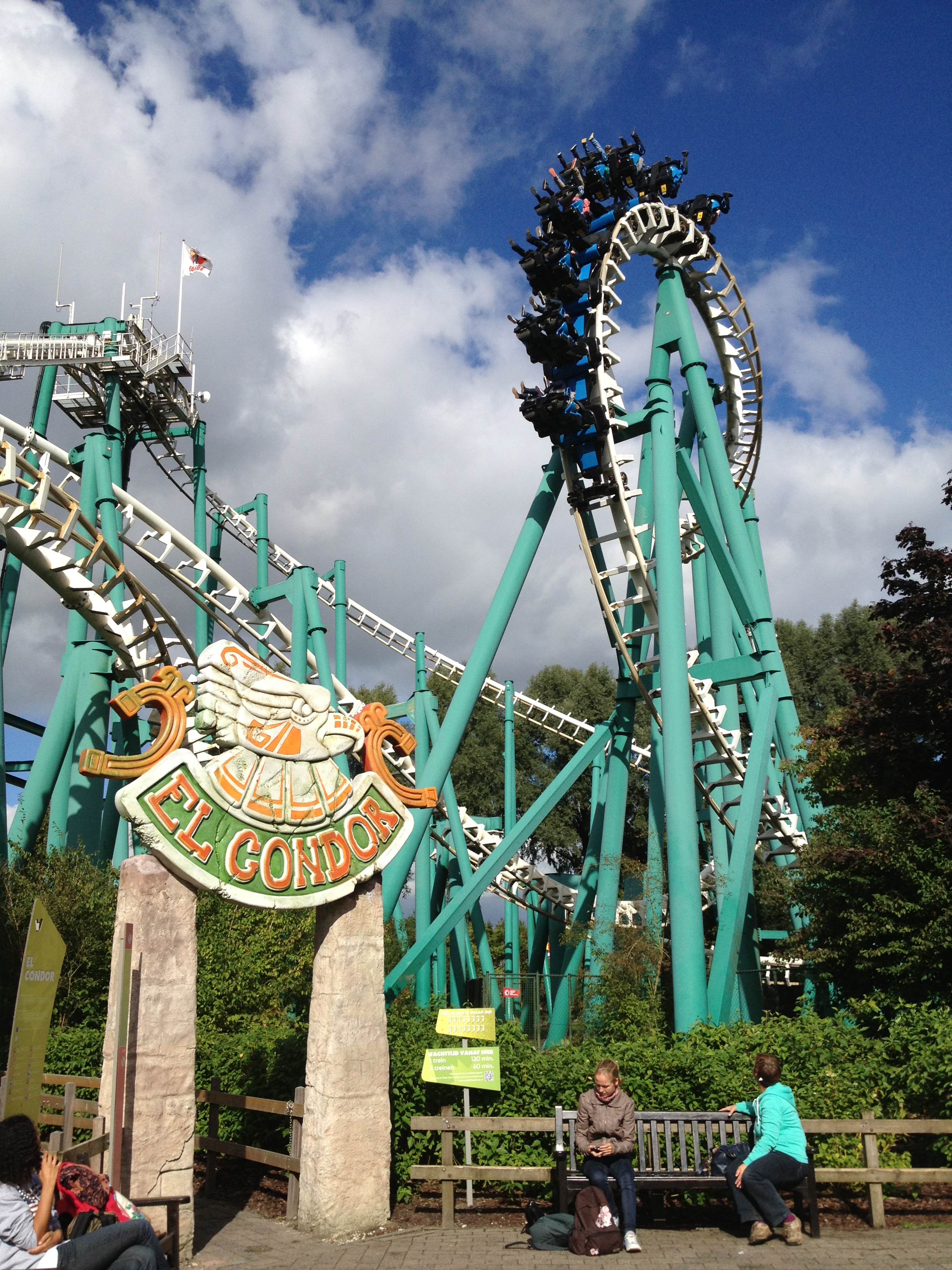
El Condor, Walibi Holland – SLC 662m Prototype

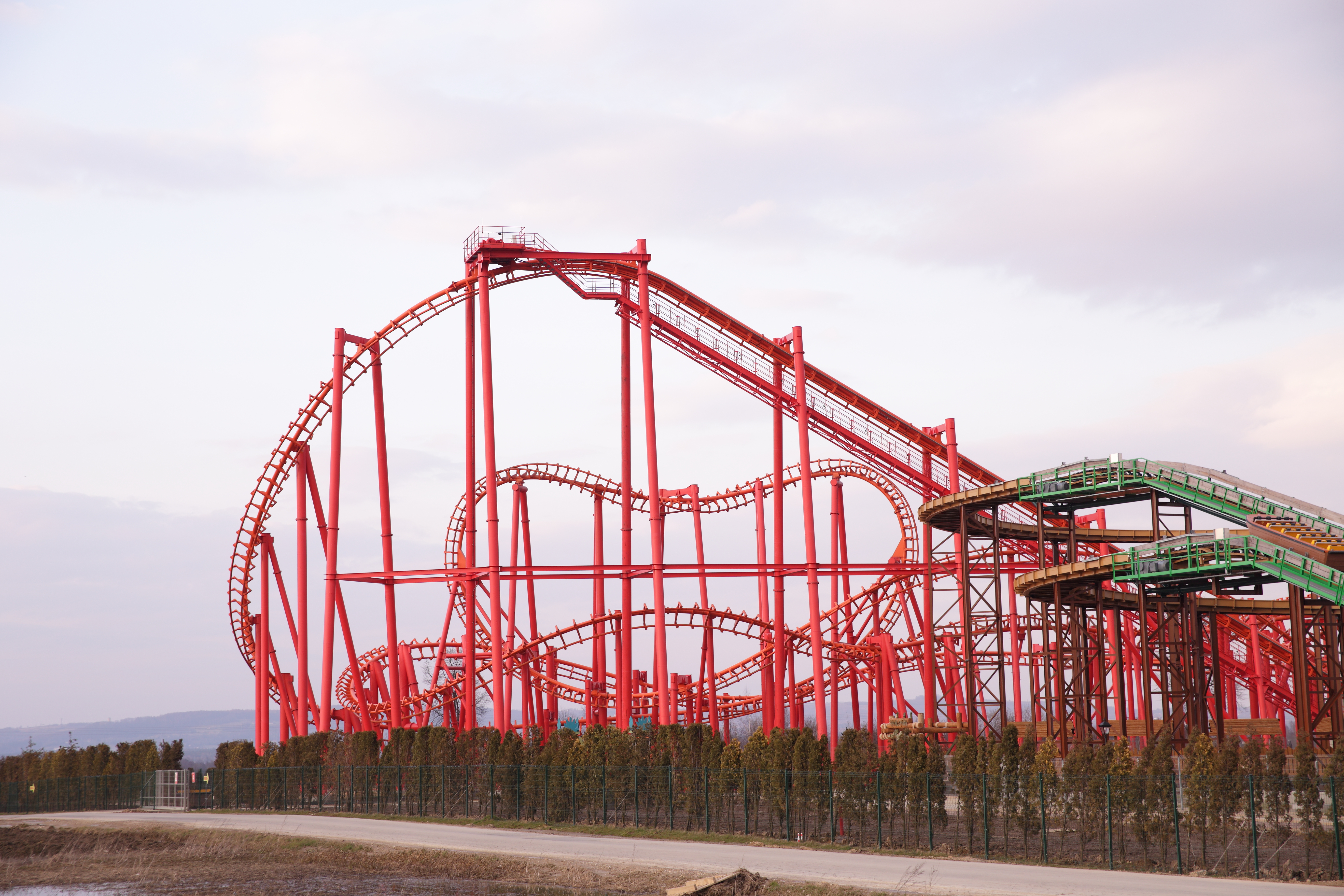
Mayan, Energylandia – SLC 689m Standard

### SLC 662m Prototype
Otwarta w maju 1994 roku prototypowa kolejka El Condor (od 2013 roku Condor) w parku Walibi Holland w Holandii była pierwszym egzemplarzem modelu SLC 662m Prototype i pierwszą kolejką typu SLC w ogóle.
Model ten charakteryzuje się wysokością 31 m, torem o długości 662 m oraz pięcioma inwersjami: roll over (dwie inwersje: pół pętli, pół beczki, pół beczki, pół pętli), sidewinder (pół pętli, pół korkociągu) oraz podwójny in-line twist (rodzaj beczki). Początkowo kolejka El Condor działała z trzema pociągami po 10 wagonów każdy, lecz po pierwszych przejazdach testowych skrócono pociągi do 8 wagonów, natomiast w 2002 roku zdecydowano się usunąć trzeci pociąg, który znacząco zwiększał zużycie torowiska, natomiast zysk przepustowości wynosił jedynie 120 pasażerów na godzinę więcej w stosunku do operowania z dwoma pociągami. Pociąg ten został rozebrany i przeznaczony na części zamienne dla pozostałych dwóch. Podobny zabieg zastosowano w drugim prototypowym egzemplarzu – T2 (obecnie T3) – otwartym w 1995 roku w parku Kentucky Kingdom: pociągi zostały skrócone z 10 do 7 wagonów. W październiku 2022 roku kolejka T3 została zamknięta. W 2024 roku miała ona zostać przeniesiona do parku Wonderla Amusement Park Bangalore w Indiach, lecz jej budowa do tej pory (2025) nie została ukończona.

#### Instalacje

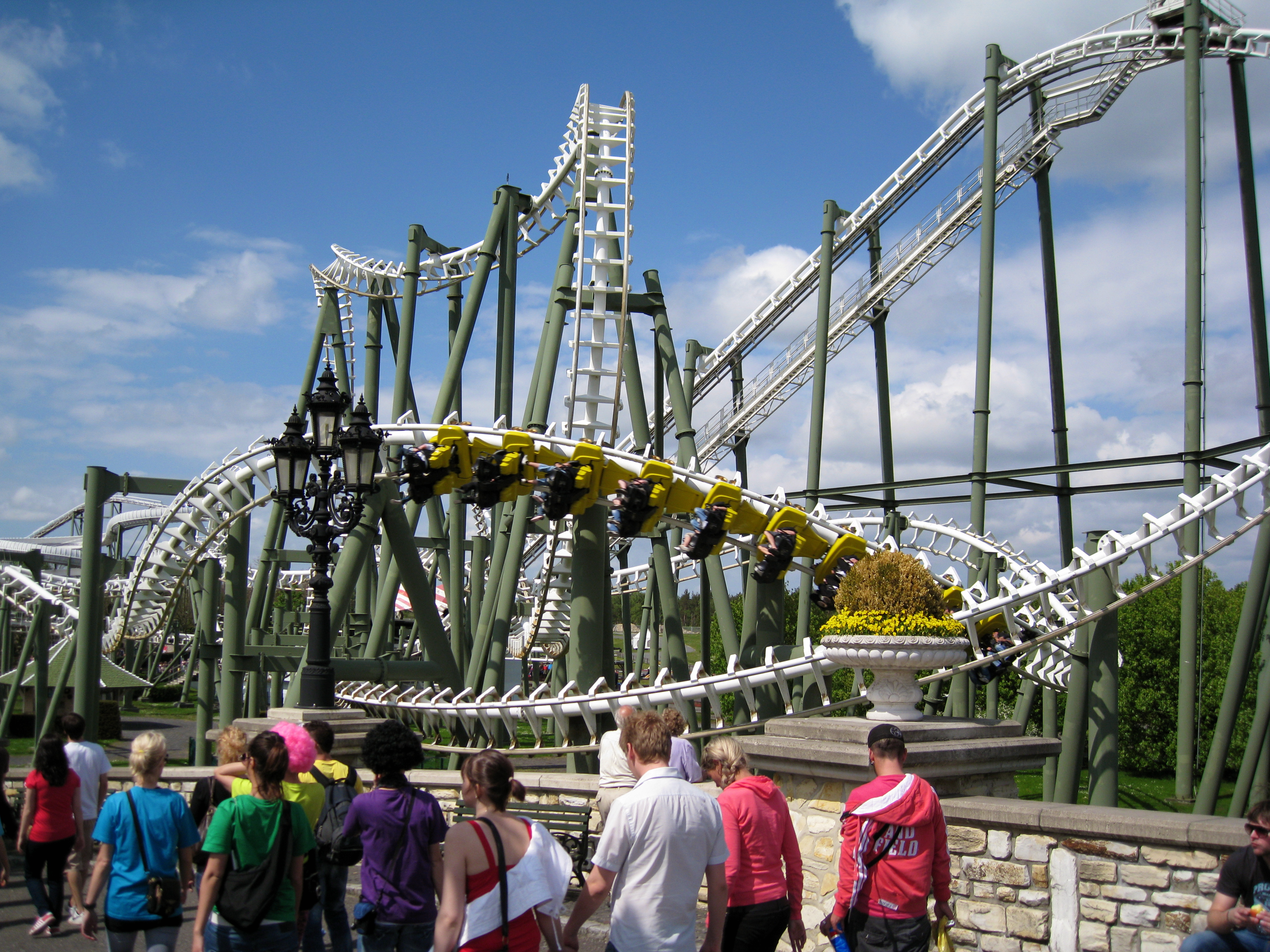
Limit, Heide-Park Resort – SLC 689m Standard

Schemat toru i jego sekcje dla modelu SLC 689m Standard.

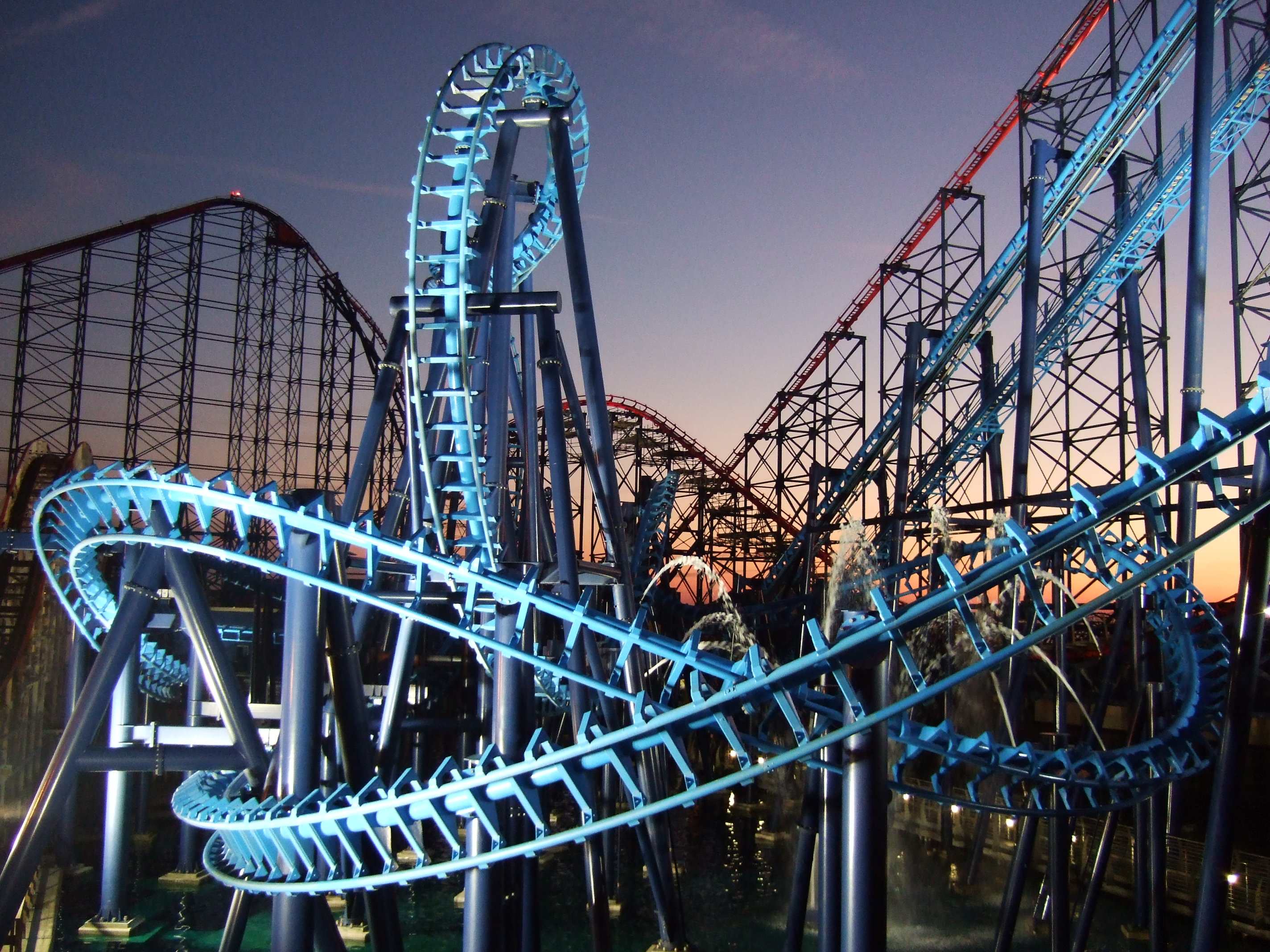
Infusion, Blackpool Pleasure Beach – SLC 689m Standard

#### Instalacje[13]
| # | Nazwa  | Data Otwarcia | Park              | Park                              | Status            |
| - | ------ | ------------- | ----------------- | --------------------------------- | ----------------- |
| 1 | Condor | maj 1994      | Holandia          | Walibi Holland                    | działa            |
| – | T3     | 1995          | Stany Zjednoczone | Kentucky Kingdom                  | przeniesiona      |
| – | ?      | 2024?         | Indie             | Wonderla Amusement Park Bangalore | budowa wstrzymana |

### SLC 689m Standard
Po wprowadzeniu kilku ulepszeń w 1995 roku, które skutkowały m.in. nieznacznym wydłużeniem toru z 662 metrów do 689 m, Vekoma otworzyła pierwszy egzemplarz najpopularniejszego modelu, SLC 689m Standard. Zmieniona została m.in. geometria toru: pierwszy spadek stał się bardziej stromy, a przejście ze spirali w podwójną inwersję in-line twist bardziej płynne. Końcówka toru została przedłużona o krótkie łuki w kształcie litery S, prowadzące do segmentu hamulcowego.

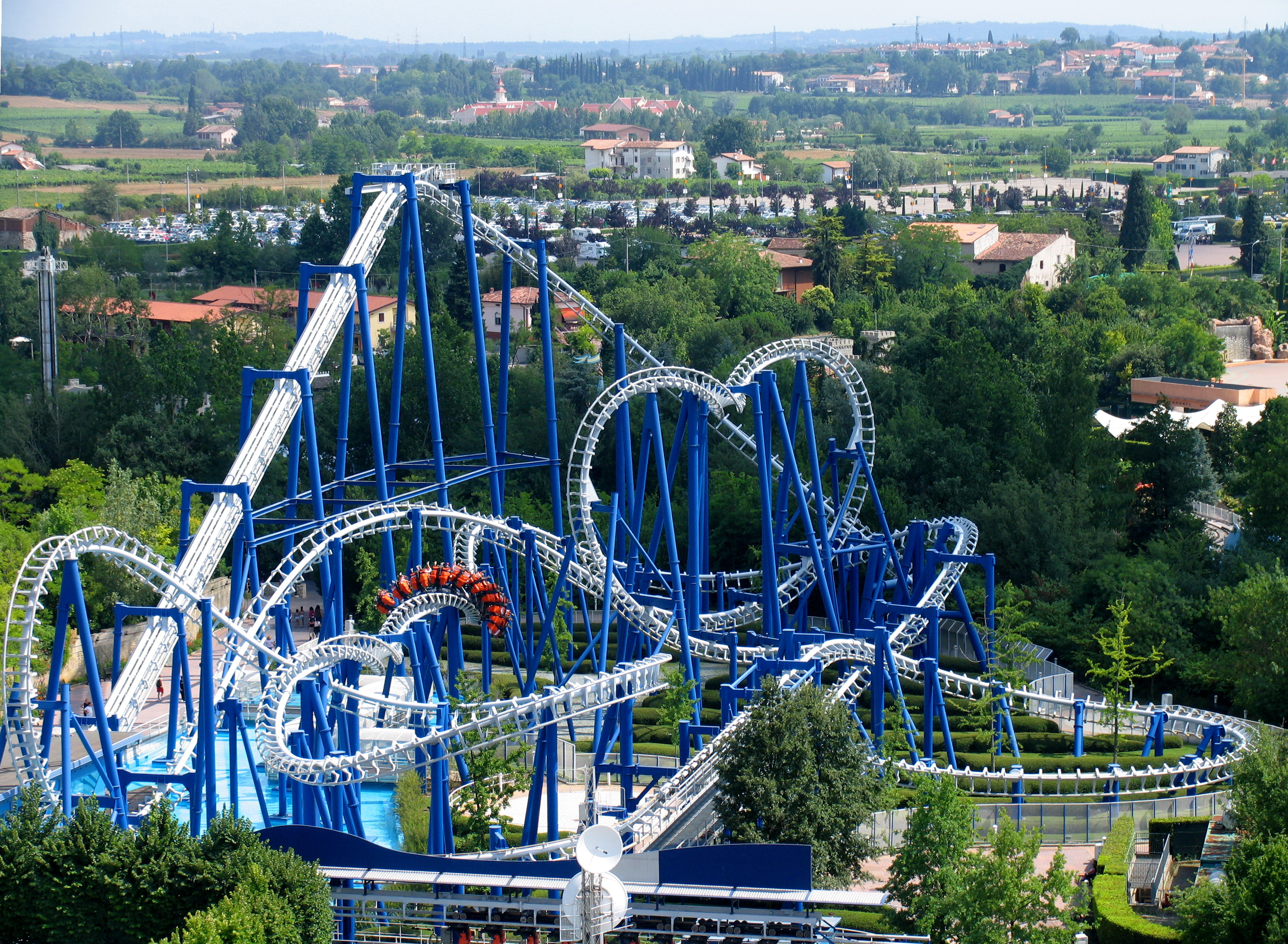
Blue Tornado, Gardaland – SLC 765m Extended w/Helix.

#### Instalacje[14]
| #  | Nazwa                           | Data Otwarcia    | Park              | Park                                | Status       |
| -- | ------------------------------- | ---------------- | ----------------- | ----------------------------------- | ------------ |
| 1  | Flight Deck                     | 1995             | Kanada            | Canada’s Wonderland                 | działa       |
| –  | Blackout                        | 1995             | Japonia           | Suzuka Circuit                      | przeniesiona |
| 2  | F2 Fright Flight                | 29 kwietnia 1995 | Japonia           | Nasu Highland Park                  | działa       |
| –  | Hangman                         | 1 maja 1995      | Stany Zjednoczone | Opryland USA                        | przeniesiona |
| 3  | Professor Screamore's SkyWinder | 20 maja 1995     | Stany Zjednoczone | Six Flags America                   | działa       |
| 4  | Hurricane                       | 1996             | Japonia           | Rusutsu Resort                      | działa       |
| 5  | Nio                             | 1997             | Japonia           | Greenland                           | działa       |
| 6  | Maya Adventure                  | 1997             |                   | Formosan Aboriginal Culture Village | działa       |
| –  | Dream Thunder                   | 1997             | Japonia           | International Dream Exchange Fair   | przeniesiona |
| 7  | Mind Eraser                     | 17 maja 1997     | Stany Zjednoczone | Darien Lake                         | nieczynna    |
| 8  | Riddler Revenge                 | 24 maja 1997     | Stany Zjednoczone | Six Flags New England               | działa       |
| 9  | Mind Eraser                     | 2 czerwca 1997   | Stany Zjednoczone | Elitch Gardens                      | działa       |
| –  | Thunderhawk                     | 1998             | Stany Zjednoczone | Geauga Lake & Wildwater Kingdom     | przeniesiona |
| 10 | Kong                            | maj 1998         | Stany Zjednoczone | Six Flags Discovery Kingdom         | działa       |
| –  | Traumatizer                     | 1999             | Wielka Brytania   | Southport Pleasureland              | przeniesiona |
| 11 | Vampire                         | 1999             | Belgia            | Walibi Belgium                      | działa       |
| 12 | Toxic Garden                    | 1999             | Niemcy            | Heide-Park Resort                   | działa       |
| 13 | Desafío                         | 1999             | Argentyna         | Parque de la Costa                  | działa       |
| 14 | Twisted Typhoon                 | 8 maja 1999      | Stany Zjednoczone | Wild Adventures                     | działa       |
| –  | Serial Thriller                 | 29 maja 1999     | Stany Zjednoczone | Six Flags AstroWorld                | przeniesiona |
| 15 | Batman The Ride                 | 14 kwietnia 2000 | Meksyk            | Six Flags Mexico                    | działa       |
| 16 | Iron Claw                       | 6 kwietnia 2001  | Niemcy            | Movie Park Germany                  | działa       |
| 17 | Kumba                           | 16 czerwca 2001  | Izrael            | Superland                           | działa       |
| 18 | Titánide                        | 15 marca 2003    | Hiszpania         | Terra Mítica                        | działa       |
| 19 | Gauntlet                        | 10 kwietnia 2004 | Stany Zjednoczone | Magic Springs & Crystal Falls       | działa       |
| –  | ?                               | 2005             | Stany Zjednoczone | Six Flags Great Escape              | przeniesiona |
| 20 | Infusion                        | 2 maja 2007      | Wielka Brytania   | Blackpool Pleasure Beach            | działa       |
| 21 | Thunderhawk                     | 17 maja 2008     | Stany Zjednoczone | Michigan’s Adventure                | działa       |
| 22 | Raptor                          | 23 grudnia 2008  | Chile             | Fantasilandia                       | działa       |
| 23 | Firewhip                        | 28 grudnia 2008  | Brazylia          | Beto Carrero World                  | działa       |
| 24 | Ednör – L'Attaque               | 15 maja 2010     | Kanada            | La Ronde                            | działa       |
| 25 | Death Rail                      | 2015             | Irak              | Al Zawraa Land                      | działa       |
| 26 | Mayan                           | 12 września 2015 | Polska            | Energylandia                        | działa       |
| 27 | Queen Cobra                     | 27 stycznia 2017 | Wietnam           | Sun World Danang Wonders            | działa       |

### SLC 765m Extended w/Helix
Model SLC 765m Extended w/Helix stanowi rozszerzenie klasycznego SLC 689m Standard poprzez zastąpienie końcowych łuków w kształcie litery S przez lewoskrętną spiralę tuż przed segmentem hamulcowym, w wyniku czego tor został wydłużony o 76 m.

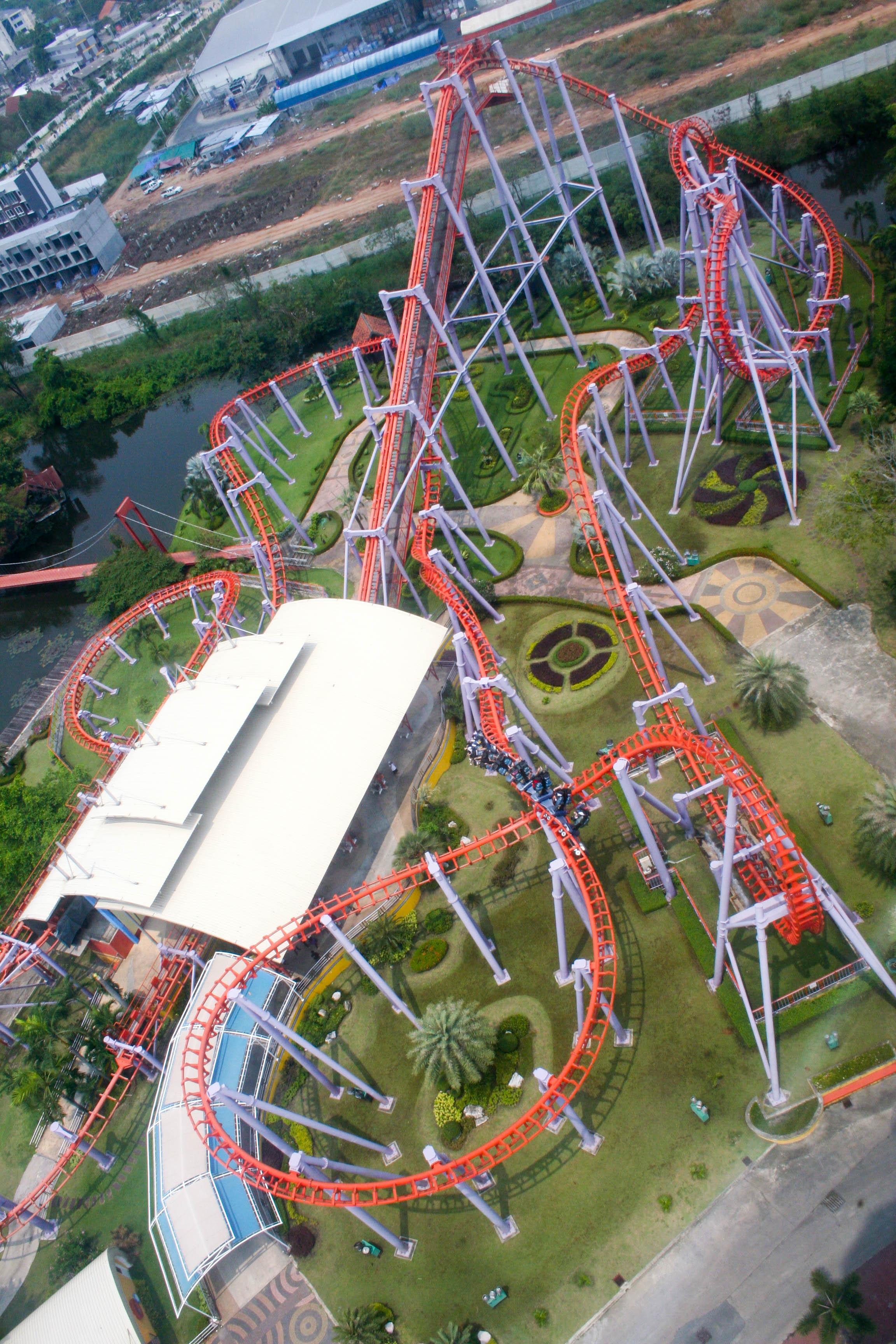
Vortex, Siam Park City – SLC 787m Extended.

#### Instalacje[15]
| # | Nazwa                         | Data Otwarcia   | Park              | Park                     | Status       |
| - | ----------------------------- | --------------- | ----------------- | ------------------------ | ------------ |
| – | Arkham Asylum – Shock Therapy | grudzień 1995   | Australia         | Warner Bros. Movie World | usunięta     |
| 1 | Jaguar                        | 28 czerwca 1998 | Hiszpania         | Isla Mágica              | działa       |
| 2 | Blue Tornado                  | 1998            | Włochy            | Gardaland                | działa       |
| – | Cobra                         | 1998            | Południowa Afryka | Ratanga Junction         | przeniesiona |
| 3 | Roller Coaster                | 1998            | Egipt             | Dream Park               | działa       |
| 4 | Nopuko Air Coaster            | 2022            | Stany Zjednoczone | Lost Island Theme Park   | działa       |

### SLC 787m Extended
W 1997 roku Vekoma przystosowała model SLC 689m Standard do nietypowych warunków terenowych parku Jerudong Park Playground w Brunei. Elementy toru zostały takie same, jak w modelu SLC 689m Standard, ale wydłużone zostały przejściowe odcinki pomiędzy nimi. Przeniesiono także zakończenie toru na drugą stronę stacji i dodano prawoskrętną spiralę, co wydłużyło cały tor o niemal 100 metrów. W 2007 roku kolejka została przeniesiona do Siam Park City w Tajlandii. W 2003 roku zbudowana została kopia tego modelu w parku Suzhou Amusement Land w Chinach, która działała do końca października 2017 roku.

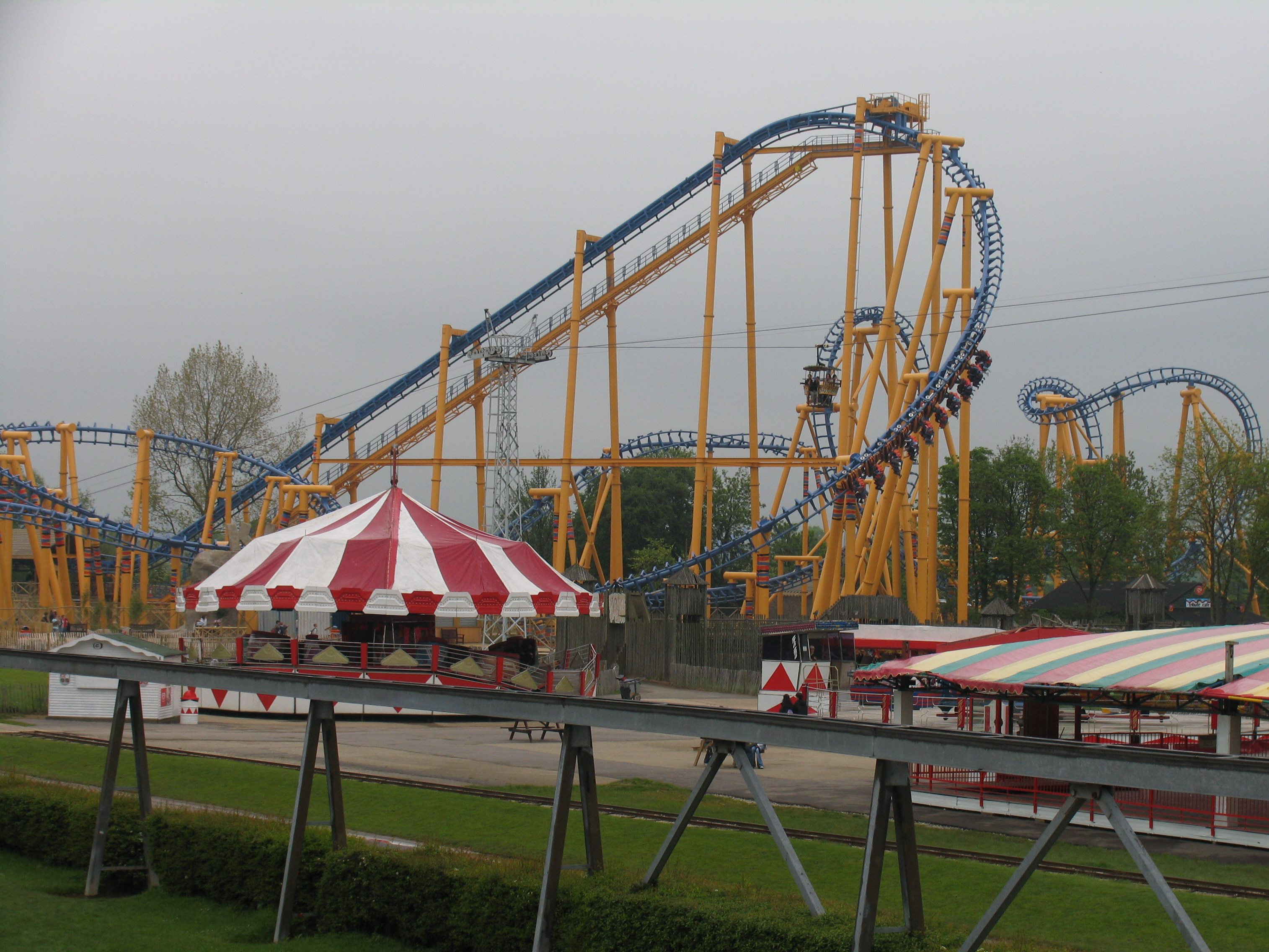
Kumali, Flamingo Land – SLC Shenlin.

#### Instalacje[19]
| # | Nazwa                     | Data Otwarcia | Park      | Park                     | Status       |
| - | ------------------------- | ------------- | --------- | ------------------------ | ------------ |
| – | Pusing Lagi               | 1997          | Brunei    | Jerudong Park Playground | przeniesiona |
| – | Suspended Looping Coaster | 2003          |           | Suzhou Amusement Land    | usunięta     |
| 1 | Vortex                    | 2007          | Tajlandia | Siam Park City           | działa       |

### Shenlin oraz Shenlin w/Helix
Model Shenlin posiada całkowicie odmienny układ toru od pozostałych wariantów SLC oraz jest wyższy (36 m). Długość toru jest nieco mniejsza niż w przypadku standardowego modelu i wynosi 671 m. Klasyczne inwersje znane z pozostałych modeli SLC zostały zastąpione przez pętlę o wysokości 26,5 m, kobrę (cobra roll) o wysokości 22,9 m (pół pętli, pół lewego korkociągu, pół prawego korkociągu, pół pętli) oraz zero-g-roll (rodzaj parabolicznego wzniesienia z nieważkością oraz dodatkowo z obrotem wokół podłużnej osi pociągu) o wysokości 16,8 m. Wariant Shenlin w/Helix dodatkowo przedłuża tor o prawoskrętną spiralę do łącznej długości 748 m.

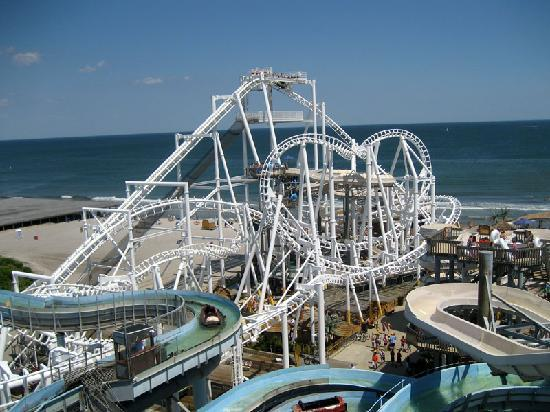
Fly the Great Nor'Easter, Morey’s Piers – SLC Custom.

#### Instalacje[24][25]
| # | Nazwa                       | Spirala | Data Otwarcia    | Park            | Park                  | Status   |
| - | --------------------------- | ------- | ---------------- | --------------- | --------------------- | -------- |
| – | Snow Mountain Flying Dragon | nie     | 1 maja 2002      |                 | Happy Valley Nanshan  | usunięta |
| 1 | Kumali                      | nie     | 1 kwietnia 2006  | Wielka Brytania | Flamingo Land         | działa   |
| 2 | Golden Wings in Snowfield   | tak     | 9 lipca 2006     |                 | Happy Valley Chaoyang | działa   |
| 3 | Dragon in Clouds            | tak     | 19 stycznia 2001 |                 | Happy Valley Ninniu   | działa   |

### Custom
Vekoma wybudowała także dwa egzemplarze SLC Custom o nietypowym układzie toru dostosowanym do wymagań parku.

#### Instalacje[26]
| # | Nazwa            | Data Otwarcia | Park              | Park           | Status |
| - | ---------------- | ------------- | ----------------- | -------------- | ------ |
| 1 | Great Nor'Easter | 26 maja 1995  | Stany Zjednoczone | Morey’s Piers  | działa |
| 2 | Odyssey          | 25 maja 2002  | Wielka Brytania   | Fantasy Island | działa |